# Smilodontini

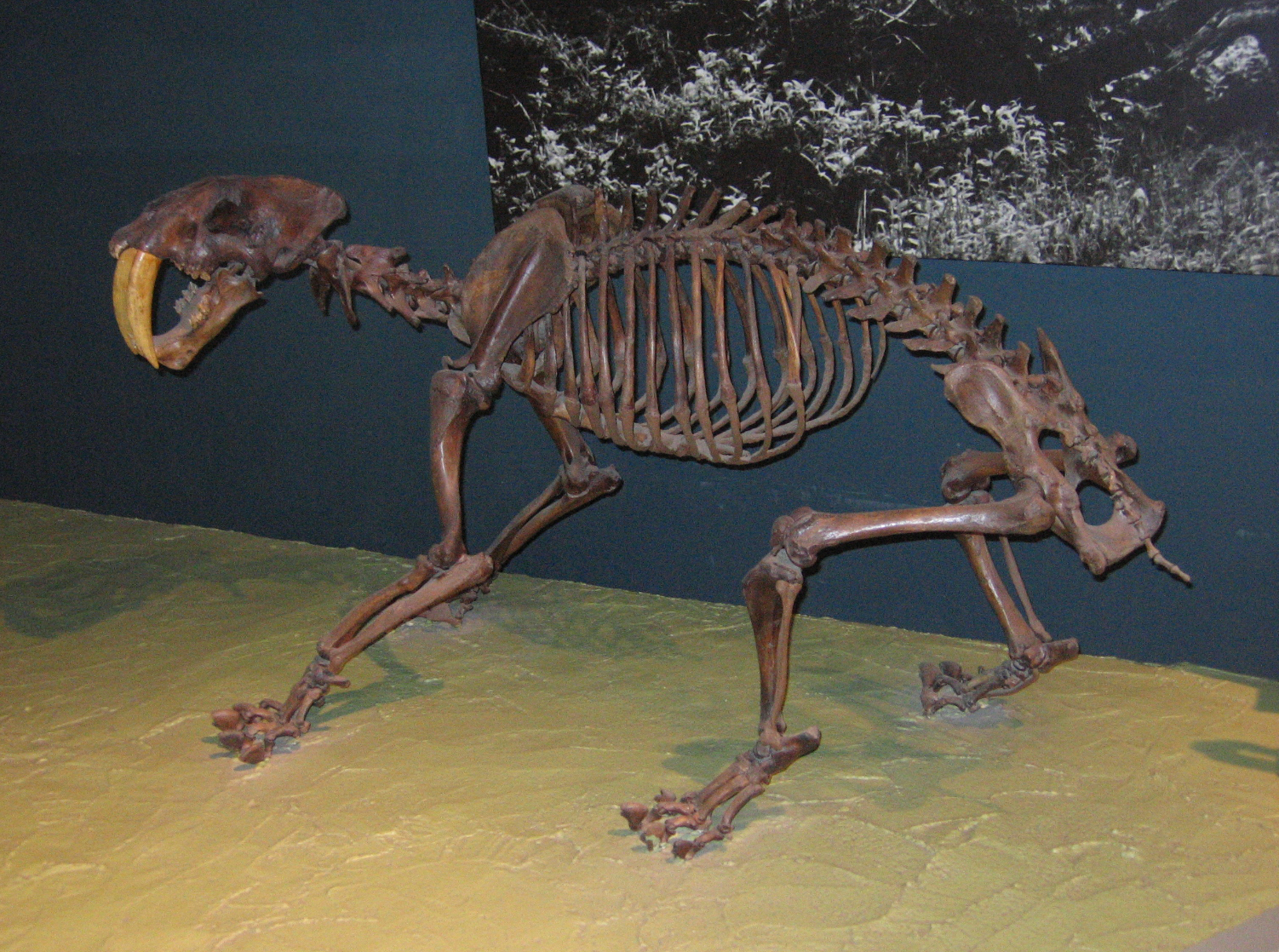
Smilodon californicus

Smilodontini é uma tribo extinta da subfamília Machairodontinae ou "gato dente-de-sabre" dos Felidae. Eles eram endêmicos da América do Sul, América do Norte, Europa, Ásia e África durante o Mioceno e Pleistoceno, de 10.3—11,000 anos atrás, existindo por aproximadamente 10.289 milhões de anos.